# Bao giờ thuyền lại sang sông
Bao giờ thuyền lại sang sông là bộ phim điện ảnh truyền hình chính kịch của Việt Nam sản xuất năm 1996, đạo diễn Trần Quốc Trọng, kịch bản chuyển thể bởi chính tác giả Lê Quang Thông.

## Nội dung
Lấy bối cảnh một bến đò giả tưởng tại Vĩnh Linh, Quảng Trị những năm cuối cuộc kháng chiến chống Mỹ. Hiền là một nữ dân quân tại địa phương, cô được phân công chăm sóc cho Thành, một người lính miền Bắc bị thương khi đoàn của anh tiến quân đến khúc sông. Hai người dần nảy sinh tình cảm, sau khi Thành bình phục trở lại chiên trường cũng là lúc Hiền phát hiện mình có bầu và bị đơn vị kỷ luật. Khoảng 1 năm sau, một đồng đội của Thành đến tìm Hiền những chưa kịp đưa tin cho cô thì đã bị chúng bom và tử vong. Trên thi thể người lính có giấy tờ mang tên tuổi của Thành nên Hiền và đơn vị cô nghĩ Thành đã hy sinh. Hiền tiếp tục chiến đấu tại địa phương cho đến ngày hòa bình.
Ở hiện tại cô phóng viên trẻ tên Hiền Lương đế địa phương này viết bài về bến đò, cô được gặp Lợi (bạn của Hiền) lúc này là Giám đốc thi công cây cầu thay thế chỗ bến đò và Thành, vẫn còn sống và thượng tá quân đội. Qua phỏng vấn Hiền Lương biết Thành là cha mình, cô gợi ý cho ông đến gặp Lợi để tìm hiểu thêm về những gì xảy ra sau khi ông trở về đơn vị. Bộ phim kết thúc khi gia đình Thành, Hiền và Hiền Lương đoàn tụ.

## Diễn viên
- Thế Hùng trong vai Lộc
- Thương Huyền trong vai Hiền (trẻ)
- Ngọc Nga trong vai Hiền
- Thúy Liễu trong vai Lợi (trẻ)
- Thùy Dương trong vai Lợi
- Anh Dũng trong vai Trần Viết Thành (trẻ)
- Văn Báu trong vai Trần Viết Thành
- Thu Thảo trong vai HIền Lương
- Quang Hà trong vai Sĩ quan

## Giải thưởng
| Năm  | Giải thưởng                                                                      | Hạng mục   | Kết quả                        | Chú thích   |
| ---- | -------------------------------------------------------------------------------- | ---------- | ------------------------------ | ----------- |
| 1997 | Giải thưởng Hội Điện ảnh Việt Nam 1996                                           | Phim video | Giành giải (không rõ thứ hạng) | [ 1 ] [ 2 ] |
| 1997 | Liên hoan phim truyền hình toàn quốc                                             | Ngắn tập   | Giải Vàng                      | [ 1 ] [ 2 ] |
| 2001 | Liên hoan phim Việt Nam lần thứ 13                                               | Phim video | Giải Khuyến khích              | [ 1 ] [ 2 ] |
| 2022 | Cuộc thi sáng tác Văn học nghệ thuật chủ đề “Quảng Trị 50 xây dựng và phát triển | Phim       | Giải A                         | [ 1 ] [ 2 ] |